# 華誼兄弟時代文化經紀有限公司
華誼兄弟時代文化經紀有限公司（英語：Huayi Brothers Contemporary Culture Broker Co., Ltd.）是一家專業的文化經紀公司，公司創建於2000年，是中國資深的經紀公司之一。公司是在2000年併購金牌經紀人王京花所擁有經紀公司的基礎上成立。
2005年，金牌經紀人王京花帶領一些藝人跳槽橙天娛樂，令華誼兄弟經紀公司實力大受影響，但其後實力恢復。在2008年併購中乾龍德後實力更加雄厚。

## 藝人

### 旗下藝人
- 安以軒
- 保劍鋒
- 曹璐
- 陳赫
- 董璇
- 杜淳
- 馮德倫
- 馮嘉怡
- 馮紹峰
- 韓秀一
- 霍思燕
- 井柏然
- 李冰冰
- 李晨
- 李呈媛
- 李念
- 李倩
- 李鑫雨
- 廖凡
- 劉科
- 馬妍婷
- 彭國斌
- 喬振宇
- 蘇岩
- 蘇有朋
- 王景春
- 王若心
- 溫碧霞
- 吳佩慈
- 肖彥博
- 徐帆
- 徐潔兒
- 徐露
- 楊玏
- 楊立新
- 楊旭文
- Angelababy
- 姚星彤
- 詠梅
- 袁曉超
- 張涵予
- 張默
- 張曉龍
- 趙海濤
- 鄭愷
- 周小川
- 朱泳騰
- 左左右右（中國大陸代理合約）
- 傅藝偉
- 徐欣然
- 李治廷
- 郑艺彬

### 已解約或離開
- 于震
- 馬蘇
- 方力申
- 王一楠
- 王千源
- 王亞楠
- 王傳君
- 王洛勇
- 王曉晨
- 寧露
- 立威廉
- 鄧超
- 劉芸
- 劉雨鑫
- 劉禹
- 劉鈞
- 孫寧
- 朱亞文
- 朱宏嘉
- 湯嬿
- 齊奎
- 何潔（2016年解約，自組工作室）
- 何琢言
- 吳健
- 張子楓
- 張寧江
- 張志堅
- 張譯
- 張峻寧
- 李乃文
- 李小璐
- 李承炫
- 李琳
- 楊紫
- 沙溢
- 周迅（2010年解約）
- 孟廣美
- 尚雯婕
- 林心如（2008年解約）
- 羅海瓊
- 邵兵
- 柳翰雅
- 陸毅
- 陳紫函
- 陳楚河
- 姚櫓
- 姜鴻
- 段奕宏
- 胡可
- 范文芳（2012年解約）
- 范冰冰（2007年解約）
- 范志博
- 徐筠
- 袁文康
- 賈乃亮
- 常方源
- 郭家銘
- 黃曉明
- 謝欣穎
- 謝順豪
- 熊乃瑾
- 薩日娜
- 薛佳凝
- 龔蓓苾
- 安鈞璨（2015年逝世）
- 姚晨（2015年解約，自組工作室）
- 陳曉東（2015年解約）

### 練習生
- 鄭銳彬（偶像練習生參加者）
- 戚硯笛（創造101參加者）

## 外部連結
- 官方网站
- 華誼兄弟經紀的新浪微博